# Thalía Valdivia
Lizaida Thalía Valdivia Magariño (* 27. April 1996 in Lauricocha) ist eine peruanische Leichtathletin, die sich auf den Langstreckenlauf spezialisiert hat.

## Sportliche Laufbahn
Erste Erfahrungen bei internationalen Meisterschaften sammelte Thalia Valdivia bei den Halbmarathon-Südamerikameisterschaften 2018 in Paramaribo, bei denen sie in 1:20:21 h die Goldmedaille gewann. Zuvor wurde sie bereits beim Lima-Halbmarathon nach 1:18:13 h Dritte. Ende September siegte sie dann in 36:58,03 min im 10.000-Meter-Lauf bei den U23-Südamerikameisterschaften in Cuenca. Im Jahr darauf belegte sie bei den Südamerikameisterschaften in Lima in 33:48,46 min den vierten Platz über 10.000 m und startete anschließend bei den Panamerikanischen Spielen ebendort und wurde dort mit 33:14,12 min Siebte. 2023 gewann sie bei den Südamerikameisterschaften in São Paulo in 16:12,45 min die Silbermedaille über 5000 Meter hinter der Argentinierin Fedra Luna und über 10.000 Meter musste sie sich in 23:26,0 min nur ihrer Landsfrau Luz Mery Rojas geschlagen geben. Im Oktober gelangte sie dann bei den Panamerikanischen Spielen in Santiago de Chile mit 33:18,21 min auf den vierten Platz über 10.000 Meter. Im Jahr darauf verbesserte sie den Landesrekord beim Rotterdam-Marathon auf 2:25:23 h und im August wurde sie bei den Olympischen Sommerspielen in Paris in 2:29:01 h 18.

## Persönliche Bestleistungen
- 5000 Meter: 16:12,45 min, 30. Juli 2023 in São Paulo
- 10.000 Meter: 32:42,22 min, 8. September 2023 in Lima
- Halbmarathon: 1:14:45 h, 12. November 2023 in Boston
- Marathon: 2:25:23 h, 14. April 2024 in Rotterdam (peruanischer Rekord)